# Bevidstløshed
Bevidstløshed er en tilstand, hvor alle processerne i storhjernebarken, som hæmmer funktioner som opfattelse, tænkning, følelse, hukommelse og handling, er (midlertidigt eller permanent) ophørt. En bevidstløs person kan ikke erkende sin egen og sine omgivelsers eksistens, og vedkommende reagerer minimalt eller overhovedet ikke på påvirkninger udefra.